# Heinkel HD 33
Die Heinkel HD 33 war ein von den Ernst Heinkel Flugzeugwerken entwickelter deutsches Bomber und Aufklärungsflugzeug der 1920er Jahre. Es blieb aufgrund ungenügender Flugleistungen nur ein Einzelstück. Das Kürzel HD steht für „Heinkel Doppeldecker“.

## Geschichte
Die HD 33 entstand 1925 auf Basis der HD 17 im Auftrag des Reichsverkehrsministeriums als Fernaufklärungsflugzeug und Tagbomber für ein in Planung befindliches geheimes Aufrüstungsprogramm der Reichswehr, genannt Rosenprogramm B. Als einer der dafür vorgesehenen vier Hauptflugzeugtypen wurde seitens des Militärs von einer benötigten Gesamtstückzahl von 373 Flugzeugen ausgegangen. Die Herstellung des Prototyps mit der Werknummer 237 wurde im Heinkel-Werk in Warnemünde durchgeführt; anschließend wurden er demontiert und die Einzelteile zum schwedischen Partnerunternehmen Svenska Aero nach Stockholm überführt, wo sie von einer deutschen Technikergruppe unter Leitung von Heinkels Werkmeister Emil Schneider zusammengesetzt wurden. Im Juli 1925 absolvierte es den Erstflug. Für weitere Tests wurde die HD 33 am 28. September per Schiff nach Stockholm gebracht und auf dem Schienenweg nach Malmslätt überführt. Svenska Aero deklarierte sie im September offiziell als für die USA bestimmte Entwicklung und beantragte die Erlaubnis zur Erprobung, die von staatlicher Seite auch ohne Einschränkungen erteilt wurde. Die HD 33 erhielt die schwedische Zulassung mit dem Kennzeichen S–21 und wurde von September/Oktober 1925 bis zum Februar 1926 von dem Heinkel-Werkspiloten Gustav Basser, der später durch Eberhardt Mohnicke ersetzt wurde, ausgiebigen Tests unterzogen. Sie wurde anschließend abermals zerlegt und nach Warnemünde rücküberführt.
In Deutschland war der Typ im September 1925 dem Interalliierten Luftfahrt-Garantiekomitee (ILGK) als Postflugzeug mit einem Puma-Motor von lediglich 255 PS Startleistung gemeldet worden. Damit sollte das seit dem Ende des Ersten Weltkriegs in Deutschland geltende Bauverbot für Militärflugzeuge umgangen werden. Tatsächlich fand während der gesamten Erprobungsphase in Schweden als Antrieb ein sehr viel stärkeres BMW-VIa-Triebwerk mit über 600 PS Verwendung. Nachdem dies der ILGK bekannt geworden war, zog sie ihre Genehmigung im Februar 1926 zurück. Ein abermaliger, noch im selben Monat eingereichter Antrag Heinkels für eine Freigabe mit einem BMW-IV-Antrieb wurde abgelehnt. Trotzdem wurden die Tests im März 1926 mit Eberhardt Mohnicke fortgesetzt, die allerdings aus Verschleierungsgründen entweder frühmorgens oder in den späten Abendstunden durchgeführt werden mussten. In Auswertung der Flüge in Schweden wurde die Anordnung des Kühlers geändert und die HD 33 erhielt zudem einen neuen Motor mit höherer Verdichtung. Als im Verlauf des Jahres 1926 sämtliche Baubeschränkungen aufgehoben wurden, konnte auch die HD 33 offiziell geflogen werden und erhielt ihre Registrierung für die Deutsche Versuchsanstalt für Luftfahrt (DVL) als D–1205. Am 16. April 1926 wurde sie in Warnemünde Vertretern der Reichswehr offiziell im Flug vorgeführt. Im Anschluss waren noch einige Tests in Schweden geplant, doch wurde der von Svenska Aero dafür eingereichte Antrag aus unbekannten Gründen wieder zurückgezogen. Auch eine ins Auge gefasste Überstellung zur Geheimen Erprobungsstätte in Lipezk bis Juni 1926 wurde wegen der nicht zufriedenstellenden Erprobung fallengelassen. Inzwischen waren die zuständigen Stellen zu dem Schluss gekommen, dass das Flugzeug nicht den Erwartungen entsprach. Bereits im September 1926 war der Bedarf von anfangs 373 HD 33 auf ganze 24 Stück reduziert worden. Das im Januar 1927 vom Truppenamt der Reichswehr herausgegebene Arbeitsprogramm für den Zeitraum 1927/1928 forderte Ersatz für das nicht den Anforderungen an einen Fernaufklärer entsprechende Flugzeug. Zur Leistungssteigerung wurde das Muster im März 1927 mit einem 755-PS-Motor BMW VIIa ausgerüstet und von Eberhardt Mohnicke und Heinkels Chefpiloten Stephan von Prondzynski einigen Steigleistungs- und Geschwindigkeitsmessflügen unterzogen. Daraus resultierend wurden im Juli des Jahres einige Verbesserungen durchgeführt, doch ohne Erfolg. Die HD 33 wurde aus dem Beschaffungsprogramm gestrichen und zunächst durch die HD 34 und HD 41 abgelöst, die sich aber ebenfalls nicht durchsetzen konnten. Schließlich übernahm die HD 45 die Aufgaben ihrer Vorgänger. 
Die einzige HD 33 ist noch im Februar 1928 bei der DVL nachweisbar, im Juli 1929 ging sie in den Bestand der Albatros Flugzeugwerke über, die als Tarnfirma des Reichsverbands der deutschen Luftfahrtindustrie (RDL) fungierten, und wurde im Februar 1932 mit Entziehung der Zulassung aus der Luftfahrzeugrolle gelöscht.

## Aufbau
Die HD 33 war ein gestaffelter, verspannter Doppeldecker mit einstieligem Tragwerk in Holzbauweise. Den Rumpf bildete ein sperrholzbeplanktes Gerüst aus vier Längsholmen und Rechteckspanten mit vorn rechteckigem und mittig ovalem Querschnitt und mit gewölbter Oberseite, das zum Heck in einer senkrechten Schneide auslief. Am Bug befand sich der aus geschweißten Stahlrohren bestehende und mit Blechen verkleidete Motorträger, der mit nur vier Bolzen mit dem Rumpf verbunden und dadurch schnell demontierbar war. In ihm war der Ölbehälter aus Messingblech untergebracht. Hinter dem Triebwerk war ein Brandschott aus asbestbeschichteten Stahlblech installiert, an den sich der Hauptkraftstoffbehälter anschloss. Es folgten die dahinter liegenden, offenen Besatzungskabinen, die wiederum durch ein zweites Brandschott vom Tank getrennt angeordnet waren.
Das Tragwerk bestand aus den zweiteiligen oberen und unteren Flächen mit geraden Umrissen und abgerundeten Enden. Sie waren positiv zueinander gestaffelt, wobei sich der Hinterholm des Oberflügels in Höhe des vorderen Holms der unteren Tragfläche befand und letztere eine leichte V-Form aufwies. Das Gerüst bestand aus zwei Kastenholmen, Sprucestegen und Sperrholzspanten, zum größten Teil mit Stoff bespannt und nur im Bereich zwischen den beiden Holmen oben und unten und an der Vorderkante mit Sperrholz beplankt. Die Flächen waren untereinander durch N-Stiele aus Profilstahl verbunden und mit Profilstahldraht in einer Ebene ausgekreuzt, die Rumpfverbindung des Oberflügels wurde durch einen Spannturm gewährleistet. Beide Flächen waren mit Querrudern ausgestattet, die durch Stoßstangen miteinander gekoppelt waren. Neben dem Hauptkraftstoffbehälter im Rumpf fand sich ein zusätzlicher, als Falltank ausgeführter Behälter in der oberen Tragfläche rechts neben dem Spannturm.
Das Leitwerk der HD 33 bestand aus mit Stoff bespannten Stahlrohrkonstruktionen; lediglich die Seitenflosse verfügte über Sperrholzbeplankung. Sämtliche Ruder waren aerodynamisch ausgeglichen; die abgestrebte Höhenflosse war im Flug, die freitragende Seitenflosse nur am Boden verstellbar.
Das Flugzeug war mit einem Heckradfahrwerk ausgestattet, wobei die Räder des Hauptfahrwerks gummiseilgefedert und nicht mit einer Achse untereinander verbunden waren. Am Heck befand sich ein metallbeschlagener, gummigefederter Schleifsporn aus Holz.

## Technische Daten
| Kenngröße                                | Daten                                                                                                 |
| ---------------------------------------- | --- |
| Besatzung                                | 2 |
| Spannweite                               | oben 12,8 m, unten 11,4 m                                                                             |
| Länge                                    | 9,4 m                                                                                                 |
| Höhe                                     | 4,0 m                                                                                                 |
| Flügelfläche                             | 43,3 m²                                                                                               |
| Rüstmasse                                | 1600 kg                                                                                               |
| Zuladung                                 | 1150 kg                                                                                               |
| Nutzlast                                 | 220 kg                                                                                                |
| Startmasse                               | 2750 kg                                                                                               |
| Antrieb                                  | ein wassergekühlter Zwölfzylinder-Viertakt-V-Motor mit starrer Zweiblatt-Holzluftschraube             |
| Typ                                      | BMW VIa 7,3                                                                                           |
| Startleistung Nennleistung Dauerleistung | 700 PS (515 kW) bei 1650/min 620 PS (456 kW) bei 1590/min 500 PS (368 kW) bei 1460/min                |
| Kraftstoffvolumen                        | 900 l                                                                                                 |
| Höchstgeschwindigkeit                    | 246 km/h                                                                                              |
| Marschgeschwindigkeit                    | 200 km/h                                                                                              |
| Landegeschwindigkeit                     | 90 km/h                                                                                               |
| Steiggeschwindigkeit                     | 5,4 m/s                                                                                               |
| Steigzeit                                | 3,6 min auf 1000 m Höhe 11,24 min auf 3000 m Höhe                                                     |
| Dienstgipfelhöhe                         | 6200 m                                                                                                |
| Reichweite                               | 1200 km                                                                                               |
| Flugdauer                                | 6,0 h                                                                                                 |
| Bewaffnung                               | ein starres 7,9-mm MG Madsen (500 Schuss) ein bewegliches 7,9-mm-MG Madsen (500 Schuss) auf Drehkranz |